# Čakovice
Čakovice – część Pragi leżąca w dzielnicy Praga 9, na północny wschód o centrum miasta. W 2011 zamieszkiwało ją 10 160 mieszkańców.